# 多門信利
多門 信利（おかど のぶとし）は、江戸時代前期の旗本。

## 生涯
寛永元年（1624年）はじめて3代将軍徳川家光に謁見し、そののち大番に列し、切米200俵を賜る。寛永10年（1633年）2月2日には200石を加増、切米を改め相模国大住郡に400石の知行を賜った。そののち番を辞する。寛永13年（1636年）12月27日に大番に復し、翌寛永14年（1637年）9月18日には小普請奉行、寛永19年（1642年）4月11日より御徒頭になり、同年12月30日布衣の着用を許される。慶安4年（1652年）11月21日切米300俵を加えられ、万治3年（1660年）1月29日務めを辞し寄合に列する。延宝4年（1676年）4月15日死去。享年70。法名宗繁。